# Martina Kaufmann
Martina Kaufmann (* 7. Jänner 1986 in Graz) ist eine österreichische Unternehmerin und Politikerin der Österreichischen Volkspartei (ÖVP). Sie war von 2013 bis 2017 Gemeinderätin in Graz und zog dann als Abgeordnete in den österreichischen Nationalrat ein, dem sie bis zum 23. Oktober 2024 angehörte. Seit dem 21. Jänner 2025 ist sie Abgeordnete zum Landtag Steiermark.

## Ausbildung und Beruf
Martina Kaufmann studierte Betriebswirtschaft und Kommunikationswissenschaften (MMSc. BA.). Von 2008 bis 2010 war sie Mitarbeiterin der ÖVP-Bundespartei sowie des ÖVP-Gemeinderatsklubs. Anschließend war Kaufmann bis 2013 Büroleiterin des ehemaligen Grazer Stadtrates Detlev Eisel-Eiselsberg und bis 2016 Büroleiterin von Stadtrat Kurt Hohensinner. Seit 2016 ist sie Geschäftsführende Gesellschafterin der Tapezierer Kaufmann GmbH (Familienbetrieb; seit 1957).

## Politische Funktionen
Martina Kaufmann war von 2007 bis 2008 Bundesobfrau der Schülerunion Österreich. Zwischen 2006 und 2009 war sie Mitglied im Vorstand der Jungen ÖVP Steiermark und anschließend bis 2016 auch Obmannstellvertreterin. Sie war Stadtobfrau der Jungen ÖVP Graz und ist Mitglied im Vorstand des ÖAAB Steiermark und ÖAAB Graz sowie Landesleitungs-Stellvertreterin der ÖVP-Frauen Steiermark.
Seit 2015 ist sie Mitglied im Wirtschaftsbund Steiermark und seit dem 7. Juni 2021 Stadtgruppenobfrau-Stellvertreterin im Wirtschaftsbund Graz. 
Sie war für die Volkspartei Spitzenkandidatin des Regionalwahlkreises 6A - Graz und Umgebung für die Nationalratswahl in Österreich 2017, erreichte ein Mandat und wurde am 9. November im österreichischen Nationalrat angelobt. Nach der Nationalratswahl 2019 zog Kaufmann erneut als Abgeordnete in den Nationalrat ein. Dort ist sie Mitglied des Außenpolitischen Ausschusses, des Justizausschusses, des Unterrichtsausschusses und des Wissenschaftsausschusses.
Nach dem Mandatsverzicht von Karl Schmidhofer mit 30. September 2021 rückte sie für ihn auf das Mandat der Landesparteiliste 6 nach, ihr Mandat auf der Regionalparteiliste 6A übernahm Kurt Egger.
Nach der Landtagswahl 2024 wurde sie am 21. Jänner 2025 in der zweiten Sitzung der XIX. Gesetzgebungsperiode als Abgeordnete zum Steiermärkischen Landtag angelobt, wo sie für ein ÖVP-Regierungsmitglied der Landesregierung Kunasek nachrückte. Dort ist sie Vorsitzende der Ausschüsse Arbeit und Wirtschaft und Finanzen und Beteiligung. Im Landtagsklub der steirischen Volkspartei ist sie Klubobmann-Stellvertreterin und Sprecherin für Arbeit und Wirtschaft, Industrie, Jugend, Finanzen und Petitionen. 

## Sonstiges
Sie ist Mitglied der Studentenverbindung K.E.St.V. Minerva und Funktionärin der Freiwilligen Feuerwehr Graz (Kommunikation). Im September 2019 outete sich Kaufmann im Rahmen einer Podiumsdiskussion zur Nationalratswahl 2019 als homosexuell, nachdem sie im Frühjahr 2019 ihre Partnerin geheiratet hatte.